# Пресли, Редж
Редж Пре́сли (англ. Reg Presley, имя при рождении Реджинальд Морис Болл; 12 июня 1941 — 4 февраля 2013) — британский музыкант, певец и автор-исполнитель, наиболее известен как вокалист рок-н-ролльной группы The Troggs, которая прославилась синглом «Wild Thing». Другой сингл группы «With a Girl Like You» достиг первого места в чартах Великобритании. Также его авторству принадлежит песня «Love Is All Around», которая использовалась в качестве саундтрека в фильме «Четыре свадьбы и одни похороны».

## Карьера
Редж Пресли, получивший в 1965 году своё сценическое имя от журналиста и публициста New Musical Express Кита Элтема, родился в Андовере, графство Хэмпшир. После окончания школы устроился работать в торговом здании каменщиком и оставил это занятие в 1966 году, когда сингл «Wild Thing» попал в UK Singles Chart. Он достиг второго места в Великобритании и первого места в чартах США, разойдясь тиражом в 5 миллионов копий.
Авторству Пресли принадлежат такие песни, как «With a Girl Like You» и «I Can’t Control Myself», но его самой известной композицией является «Love Is All Around». В 1994 году сингл в исполнении шотландской группы Wet Wet Wet достиг первого места в UK Singles Chart и оставался там в течение пятнадцати недель. Роялти, полученные от кавер-версии, Пресли использовал для финансирования своих исследований НЛО, исчезнувших цивилизаций, алхимии и кругов на полях. Свои выводы он изложил в книге Wild Things They Don’t Tell Us, вышедшей в октябре 2002 года.

## Проблемы со здоровьем и смерть
В декабре 2011 года Пресли был госпитализирован в Уинчестере, графство Гемпшир с подозрением на инсульт. Он также страдал пневмонией и перикардитом (паталогическое накопление жидкости вокруг сердца). Примерно за год до этого Пресли перенёс обширный инсульт. По словам жены, он впервые почувствовал себя плохо во время выступления в Германии 3 декабря 2011 года и его самочувствие резко ухудшилось. Она прокомментировала: «Врачи подозревают, что у него очередной инсульт. Он плохо себя чувствует, и я понятия не имею, как долго он пробудет в больнице». Месяц спустя Пресли заявил о том, что у него диагностирован рак лёгкого и объявил о своем уходе из музыкального бизнеса.  После ухода Пресли из оригинального состава Troggs в группе остался только гитарист Крис Бриттон. По состоянию на 2023 год Бриттон всё ещё находится в составе Troggs. Чуть более года спустя, 4 февраля 2013 года, Редж Пресли скончался в возрасте 71 года. Тело Пресли было кремировано в Бейзингстокском Крематории (англ. Basingstoke Crematorium), в Гемпшире.

## Влияние и наследие
Творчество Реджа Пресли повлияло на Игги Попа и было высоко оценено Бобом Диланом. Музыкальный критик Лестер Бэнгс назвал The Troggs «крестными отцами панка» и сравнил Реджа Пресли с Марселем Прустом. Также Пресли предстаёт в виде персонажа в романе писателя Стива Эриксона These Dreams of You (рус. Эти сны о тебе) (2012).